# Церква святого архістратига Михаїла (Озеряни)
Церква святого архістратига Михаїла в Озерянах — однойменні парафії і храми православної та греко-католицької громад у селі Озеряни Чортківського району Тернопільської области.

## Історія церкви
Історія релігійного життя в селі Озеряни сягає 1839 року, коли була збудована дерев'яна греко-католицька церква святого архистратига Михаїла. У період 1907–1913 років за кошти парафіян звели нову цегляну церкву, а ікони для неї виготовили завдяки пожертвам окремих сімей.
З 1946 до 1990-х років парафія і храм перебували в підпорядкуванні РПЦ. У 1990-х роках громада села розділилася на вірних УГКЦ та УАПЦ. Храм, збудований греко-католиками, відійшов до громади УАПЦ.
У 1992 році офіційно утворилася громада УГКЦ, і вже у 1993 році на цвинтарі, біля пам'ятника воїнам УПА, збудували тимчасове приміщення для богослужінь.
У 2001 році на основі колишнього польського культурного закладу (ремізи) відкрили новий храм для греко-католицької громади. Його освятив владика Іриней Білик.
При греко-католицькій парафії діють:
- Братство «Апостольство молитви».
- Спільнота «Матері в молитві».

Катехизацію в церкві проводить о. Ігор Довганюк, який також освятив фігуру Матері Божої в дитячому садку. У церкві зберігається фігура Матері Божої, а на її подвір'ї встановлено Місійний хрест.

## Парохи
УГКЦ
- о. Михаїл Сіменович,
- о. Михайло Боковський,
- о. Фердінанд Недвецький (Медвецький) (1842—1845),
- о. Дмитро Владичин (1845—1864),
- о. Онуфрій Ванчицький (1864—1866),
- о. Василь Целевич (1866—1904),
- о. Петро Павлюк (1904—1906),
- о. Веселовський (1907—1910),
- о. Михаїл Андріїшин (1910—1933),
- о. І. Деркович і о. Гнатик, о. Степан Король (1944—1969),
- о. Петро Висоцький (1970—1989),
- о. Антон Федак (1994—2000),
- о. Ігор Вовк (2000—2008),
- о. Ярослав Гопко (2008)
- о. Ігор Довганюк — адміністратор парафії з 2008.

ПЦУ
- о. Павло Двуліт[1].